# Wolfgang Dürheimer

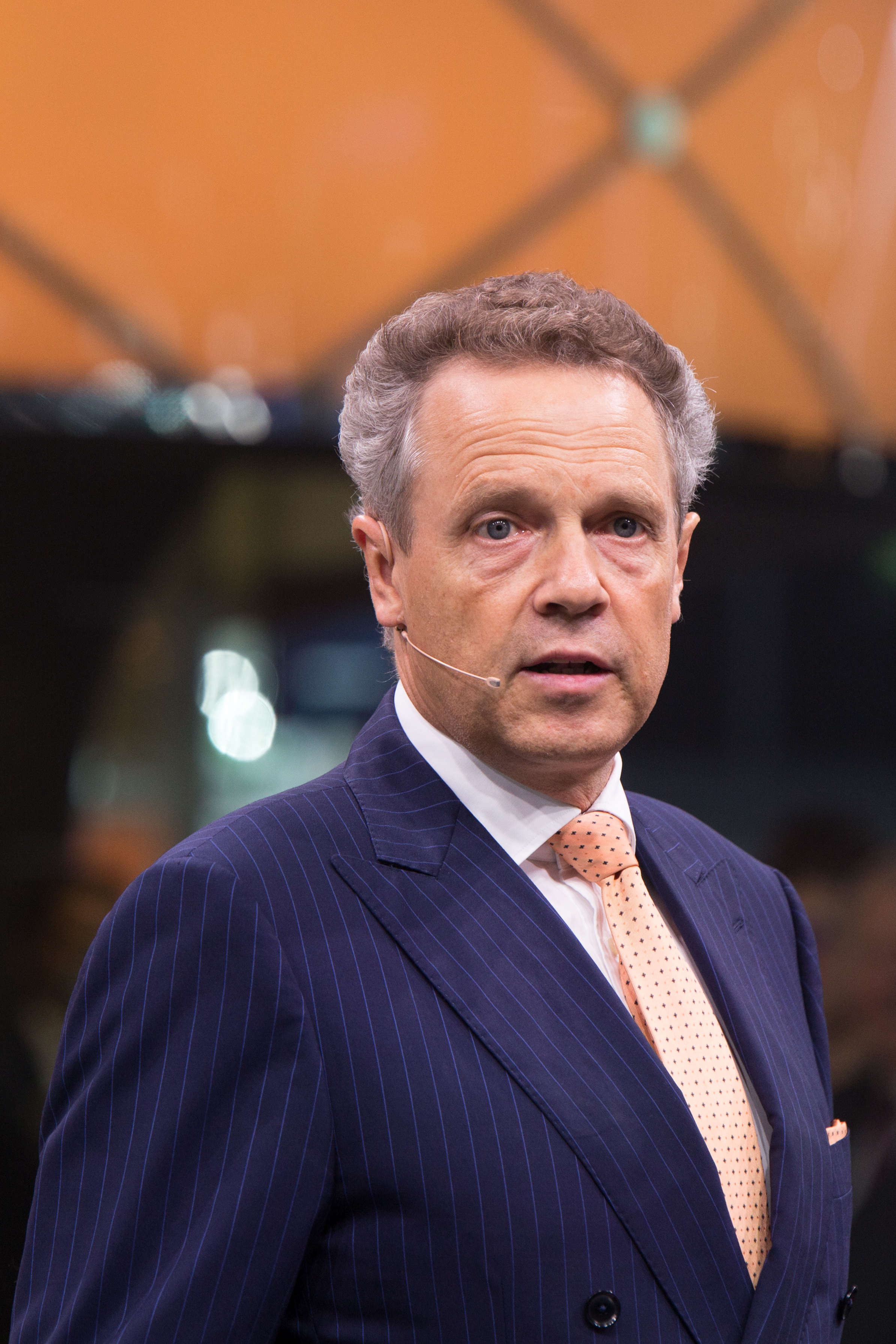
Wolfgang Dürheimer auf der IAA 2017

Wolfgang Dürheimer (* 20. Juni 1958 in Martinszell im Allgäu) ist ein Ingenieur und Manager, der langjährig als Entwicklungsvorstand bei Porsche, sowie als Vorstandsvorsitzender bei Bentley tätig war. 
Wolfgang Dürheimer ist Diplom-Ingenieur der Fahrzeugtechnik und Diplom-Wirtschaftsingenieur mit Abschlüssen an der Fachhochschule München.
1984 startete er seine Karriere bei BMW.
1999 wechselte der Ingenieur zur Porsche AG. Dort wurde er 2001 zum Vorstand für Forschung und Entwicklung berufen.
Unter seiner Leitung entstanden unter anderem die Modelle Cayenne, Panamera, Carrera GT, die Rennwagen RS Spyder und 911 GT3 R Hybrid, die Generation 997 des Porsche 911 sowie das Konzept des 918 Spyder.
Nach der Übernahme von Porsche durch Volkswagen wurde Dürheimer 2011 CEO von Bentley und Präsident von Bugatti. Darüber hinaus ist er seitdem als Generalbevollmächtigter des Volkswagen-Konzerns zuständig für den Konzern-Motorsport. Vom 1. September 2012 bis zum 30. Juni 2013 war Dürheimer als Entwicklungsvorstand bei Audi tätig.
Zum 1. Juni 2014 wurde Wolfgang Dürheimer erneut zum Markenvorstand von Bentley und Bugatti ernannt.

## Auszeichnungen
Für die Konzeptstudie 918 Spyder wurde Dürheimer vom Magazin Top Gear als Man of the Year 2010 ausgezeichnet.
Von der deutschen Automobilzeitschrift Auto Bild Sportscars erhielt er 2016 die Auszeichnung Persönlichkeit des Jahres.